# Shadow Gallery (álbum)
| Críticas profissionais | Críticas profissionais |
| Avaliações da crítica  | Avaliações da crítica  |
| Fonte                  | Avaliação              |
| ---------------------- | ---------------------- |
| Allmusic               | [ 1 ]                  |
| Metal-observer         | [ 2 ]                  |
| DPRP                   | [ 3 ]                  |

Shadow Gallery é o álbum de estreia da banda de metal progressivo Shadow Gallery, lançado em 1992 por vias da gravadora especializada em rock/metal progressivo, a Magna Carta Records.

## História
Originalmente o álbum foi gravado como uma demo de oito músicas para a Magna Carta, mas a gravadora ficou tão impressionada com a demo que optou por lançar como um álbum de estúdio.
O álbum não possui um baterista fixo - levando em conta que John Cooney atuou como um percussionista secundário -, sendo que as baterias foram programadas pelos integrantes da banda em uma máquina de ritmos, a Alesis HR-16 (apelidada de "Ben Timely" pelos integrantes do Shadow Gallery).

## Faixas
1. The Dance of Fools – 7:36
2. Darktown – 9:12
3. Mystified – 7:10
4. Questions at Hand – 6:55
5. The Final Hour – 5:07
6. Say Goodbye to the Morning – 6:51
7. The Queen of the City of Ice – 17:11
  1. Chapter 1
  2. Chapter 2
  3. Chapter 3
  4. Chapter 4
  5. Chapter 5 (contém o instrumental "The City Melts")

## Músicos
- Mike Baker – Vocais principais
- Brendt Allman – Guitarra, violão e vocal
- Carl Cadden-James – Baixo, baixo fretless, vocal e flauta
- Chris Ingles – Piano e teclados

Músicos adicionais
- John Cooney - Percussão adicional
- Lianne Himmelwright - Backing vocal
- Ben Timely - Bateria ("Ben Timely" é na realidade a bateria programada pelos integrantes da banda, uma caixa de ritmos da Alesis, a Alesis HR-16)
- Gary Sloyer - Efeitos sonoros
- Rich Lewis McCorkel - Narração
- Ken Sloyer - Narração (apenas na faixa 7)